# Trnovac (żupania pożedzko-slawońska)
Trnovac – wieś w Chorwacji, w żupanii pożedzko-slawońskiej, w gminie Velika. W 2011 roku liczyła 398 mieszkańców.